# Damn Yankees
Damn Yankees («Проклятые Янки») — ныне не существующая американская хард-рок супергруппа. Наиболее известна своим супер-хитом 1990 года, пауэр-балладой "High Enough".
Группа была образована в 1989 году бас-гитаристом и вокалистом Night Ranger Джеком Блэйдзом и знаменитым гитаристом Тедом Ньюджентом из The Amboy Dukes, к которым позже присоединились гитарист и вокалист Styx Томми Шоу и молодой ударник Майкл Картеллоне, который позже войдёт в состав Lynyrd Skynyrd.

## Состав
- Томми Шоу — ритм и лидер гитара, вокал, бэк-вокал (1989–1996, 1998–2001)
- Джек Блэйдз — бас-гитара, вокал, бэк-вокал (1989–1996, 1998–2001)
- Тед Ньюджент — лидер и ритм-гитара, бэк-вокал, вокал (1989–1996, 1998–2001)
- Майкл Картеллоне — ударные, перкуссия, бэк-вокал (1989–1996, 1998–2001)

## Дискография

### Альбомы
| Год  | Название     | US |
| ---- | ------------ | -- |
| 1990 | Damn Yankees | 13 |
| 1992 | Don't Tread  | 22 |

### Синглы
| Год  | Название              | Позиция    | Позиция      |
| Год  | Название              | US Hot 100 | US Main Rock |
| ---- | --------------------- | ---------- | ------------ |
| 1990 | «High Enough»         | 3          | 2            |
| 1990 | «Coming of Age»       | 60         | 1            |
| 1991 | «Come Again»          | 50         | 5            |
| 1991 | «Runaway»             | —          | 9            |
| 1991 | «Bad Reputation»      | —          | 31           |
| 1992 | «Where You Goin' Now» | 20         | 6            |
| 1992 | «Don't Tread on Me»   | —          | 3            |
| 1993 | «Silence Is Broken»   | 62         | 20           |
| 1993 | «Mister Please»       | —          | 3            |